# Liste der Kulturgüter in Guttannen
Die Liste der Kulturgüter in Guttannen enthält alle Objekte in der Gemeinde Guttannen im Kanton Bern, die gemäss der Haager Konvention zum Schutz von Kulturgut bei bewaffneten Konflikten, dem Bundesgesetz vom 20. Juni 2014 über den Schutz der Kulturgüter bei bewaffneten Konflikten sowie der Verordnung vom 29. Oktober 2014 über den Schutz der Kulturgüter bei bewaffneten Konflikten unter Schutz stehen.
Objekte der Kategorie A sind vollständig in der Liste enthalten, Objekte der Kategorie B sind im Gemeindegebiet nicht ausgewiesen, Objekte der Kategorie C fehlen zurzeit (Stand: 19. Februar 2024). Unter übrige Baudenkmäler sind geschützte Objekte zu finden, die im Bauinventar des Kantons Bern als «schützenswert» verzeichnet sind.

## Kulturgüter
| Foto |                                                                                   | Objekt                                                 | Kat. | Typ | Standort                         | Beschreibung |
| ---- | --------------------------------------------------------------------------------- | ------------------------------------------------------ | ---- | --- | -------------------------------- | --- |
| ja   | Datei hochladen · Wikidata zu Grimselstauwerke mit Anlagen und Hospiz (Q98837272) | Grimselstauwerke mit Anlagen und Hospiz KGS-Nr.: 09044 | A    | G   | Spittelnollen 1g 668307 / 158262 | Die beiden Talsperren des Grimselstausees entstanden in den Jahren 1926 bis 1932. Die rustikale Hausteinverkleidung aus regelmässig geschichteten Granitquadern verleiht ihnen einen wehrhaft-monumentalen Charakter, der allen frühen Bauten der Kraftwerke Oberhasli eigen ist. Dazwischen befindet sich das 1929/30 vom Schweizer Architekten Jacques Wipf erbaute Grimselhospiz, bestehend aus einem ausgemauerten Betonskelett mit Bruchsteinverkleidung aus Granit und einem Satteldach. Der burgartige Kopfbau besitzt markante Treppengiebel, welche die Silhouette definieren. |

## Übrige Baudenkmäler
Hinweis: Anstelle der KGS-Nummer wird als Objekt-Identifikator (ID) die Grundstücksnummer verwendet.
| ID                 | Foto |                 | Objekt                                             | Typ | Standort                                   | Beschreibung |
| ------------------ | ---- | --------------- | -------------------------------------------------- | --- | ------------------------------------------ | ------------ |
| 74; 995            | ja   | Datei hochladen | Brücke am alten Grimselweg (Ende 18. Jh.)          | G   | Chöenzentennlen N.N.2 667628 / 161002      |              |
| 76                 | BW   | Datei hochladen | Wärterhaus mit Schieberkammer (1925-29)            | G   | Gelmer 8g 667536 / 162825                  |              |
| 76                 | BW   | Datei hochladen | Standseilbahn Handegg-Gelmersee (1926)             | G   | Handegg-Gelmersee N.N. 666681 / 162863     |              |
| 76                 | BW   | Datei hochladen | Bergstation Standseilbahn Handegg-Gelmersee (1926) | G   | Gelmer 8h 667554 / 162953                  |              |
| 76                 | BW   | Datei hochladen | Stauwehranlage Gelmer (1925-29)                    | G   | Gelmer N.N. 667646 / 162667                |              |
| 79; 293; 985       | BW   | Datei hochladen | Alter Bären (nach 1803)                            | G   | Oberdorf 312, 313, 314 665198 / 167404     |              |
| 162; 940           | BW   | Datei hochladen | Bauernhaus (1751)                                  | G   | Boden 57, 59 663434 / 168981               |              |
| 203; 530           | BW   | Datei hochladen | Bauernhaus (1885)                                  | G   | Sonnseite 349, 350 665234 / 167582         |              |
| 271; 283; 937      | BW   | Datei hochladen | Ehemaliges Bauernhaus (um 1850)                    | G   | Oberdorf 315, 316, 317 665194 / 167439     |              |
| 284                | ja   | Datei hochladen | Reformierte Kirche (1724)                          | G   | Mitteldorf 284 665154 / 167427             |              |
| 287; 329           | ja   | Datei hochladen | Ehemaliges Bauernhaus (um 1840)                    | G   | Gässli 250, 251 665054 / 167501            |              |
| 337; 370; 697; 736 | BW   | Datei hochladen | Reindlihüs (1875)                                  | G   | Reindli 387, 388, 389, 390 665298 / 167552 |              |
| 361                | BW   | Datei hochladen | Ehemaliges Bauernhaus (um 1850)                    | G   | Oberdorf 306 665171 / 167424               |              |
| 540                | BW   | Datei hochladen | Gasthof Bären (1803)                               | G   | Bären 151 665103 / 167448                  |              |
| 574; 583           | BW   | Datei hochladen | Bauernhaus (1663)                                  | G   | Boden 63, 65 663401 / 168982               |              |
| 650                | BW   | Datei hochladen | Ehemaliges Bauernhaus (um 1860)                    | G   | Lengerain 299 665214 / 167471              |              |
| 710                | BW   | Datei hochladen | Bauernhaus (1819)                                  | G   | Ägerstein 103 663659 / 168602              |              |
| 738; 773           | BW   | Datei hochladen | Ehemaliges Bauernhaus (1804)                       | G   | Hostettli 265, 266 665156 / 167467         |              |
| 879                | BW   | Datei hochladen | Maschinistenwohnhaus (1930/31)                     | G   | Handegg 7b 666494 / 163172                 |              |
| 879                | BW   | Datei hochladen | Kraftwerkzentrale Handegg I (1927–1929)            | G   | Handegg 7c 666569 / 163205                 |              |
| 953; 995           | ja   | Datei hochladen | Brücke am alten Grimselweg (Ende 18. Jh.)          | G   | Chöenzentennlen N.N.1 667624 / 160765      |              |
| 1069; 1072         | ja   | Datei hochladen | Aarebrücke (1891/1893)                             | G   | Boden N.N.1 663543 / 169038                |              |
| 1192; 1193         | ja   | Datei hochladen | Aarebrücke (1891/1893)                             | G   | Hälmad N.N.4 667008 / 161915               |              |
| 1196; 1197         | ja   | Datei hochladen | Aarebrücke (1891/1893)                             | G   | Schwarzbrunnenbrigg N.N.3 666248 / 164495  |              |
| 1197; 1198         | ja   | Datei hochladen | Aarebrücke (1891/1893)                             | G   | Tschingelbrigg N.N.2 666100 / 165988       |              |